# I'll Remember
I'll Remember este tema filmului din 1994, With Honors, interpretat de cântǎreața americanǎ Madonna. Melodia a fost lansatǎ ca single în martie 1994. A fost inclusǎ un an mai târziu pe compilația de balade Something to Remember.